# Rosanna Ruffini
Rosanna Ruffini (Milano, 1944 – Vetralla, 20 gennaio 2015) è stata una cantante e attrice italiana.

## Biografia
Dopo la maturità artistica, studia recitazione e canto e inizia a comporre testi di spettacoli teatrali.
Nel 1971 debutta come attrice nel film Jena ridens, con Pippo Franco, con il quale collaborerà più volte negli anni a venire nel gruppo del Salone Margherita. Nel 1972 è infatti di nuovo al fianco di Franco nelle commedie Ndo vadis e Homunculus, mentre nel 1973 debutta in teatro con gli spettacoli Hobby e Raptus, sempre al fianco di Pippo Franco, per poi tornarci l'anno dopo con Si si no no al Salone Margherita.
Nel 1974 debutta in televisione, nello spettacolo televisivo Foto di gruppo di Castellano e Pipolo, condotto da Raffaele Pisu.
La sua attività di attrice teatrale prosegue fino alla fine degli anni settanta. Nel 1976 viene pubblicato l'album di debutto Sono nata con la camicia, contenente pezzi satirici e comici, al quale viene abbinato l'omonimo spettacolo teatrale.
Nel 1982 torna alla musica firmando un contratto con la RCA, per la quale incide il disco Rosanna Ruffini, contenente il pezzo-pilota Signor pirata. Quell'anno torna anche in teatro con È stato un piacere, mentre nel 1984 viene messo in commercio il Q Disc L'amore quanto vale, seguito nel 1985 dal 33 giri Lontane noi. Negli anni futuri si dedica alla conduzione di diversi programmi radiofonici, dove è autrice dei testi, e collabora anche con Antonio Ricci nei testi di vari programmi della ex Fininvest.
Nel 1997 recita nella sitcom di Canale 5 Due per tre, al fianco di Johnny Dorelli e Loretta Goggi, in cui interpreta Cesira, la colf della famiglia. Torna ancora una volta in teatro nel 2005 con Se il tempo fosse un gambero, musical che la vede al fianco di Max Giusti, Roberta Lanfranchi e Liana Orfei, mentre nel 2007 è nuovamente in televisione recitando il ruolo di Merope nella fiction Un medico in famiglia.
Si ritira poco dopo dal mondo dello spettacolo, tornando a vivere nel viterbese, a Vetralla, dove si spegne il 20 gennaio 2015.

## Discografia
- 1976 – Sono nata con la camicia (EMI)
- 1982 – Rosanna Ruffini (RCA)
- 1984 – L'amore quanto vale (RCA)
- 1985 – Lontane noi (RCA)